# Sélection de la ville hôte pour les Jeux olympiques d'hiver de 2002
Le processus de sélection pour les Jeux olympiques d'hiver de 2002 comprend quatre villes et voit celle de Salt Lake City aux États-Unis sélectionnée aux dépens de Sion en Suisse, Östersund en Suède et Québec au Canada. La sélection est réalisée lors de la 104e session du CIO à Budapest en Hongrie, le 16 juin 1995.

## Logos des villes candidates

Québec
Östersund
Sion

## Résultats du scrutin
| Villes         | Pays       | 1er tour |
| Salt Lake City | États-Unis | 54       |
| Östersund      | Suède      | 14       |
| Sion           | Suisse     | 14       |
| Québec         | Canada     | 7        |

- Autres villes requérantes (non retenues dans la liste finale par le CIO) :

Graz (Autriche), Jaca (Espagne), Tarvisio (Italie) et Poprad (Slovaquie).